# Américanisme (politique)
Pour les articles homonymes, voir Américanisme.
L'américanisme politique est une tendance idéologique qui prône un engouement pour les États-Unis et tout ce qui est américain, soit l'adoption des idées et manières américaines.
Son antonyme est l'antiaméricanisme.

## Définitions
Le terme « américanisme » est défini ainsi par le Centre national de ressources textuelles et lexicales (CNRTL) :

« Caractère de ce qui est américain, état d'esprit américain »

Le Larousse en donne cette définition :

« Engouement pour les États-Unis, leurs idées, leurs manières de vivre. »

## Historique

### Aux États-Unis

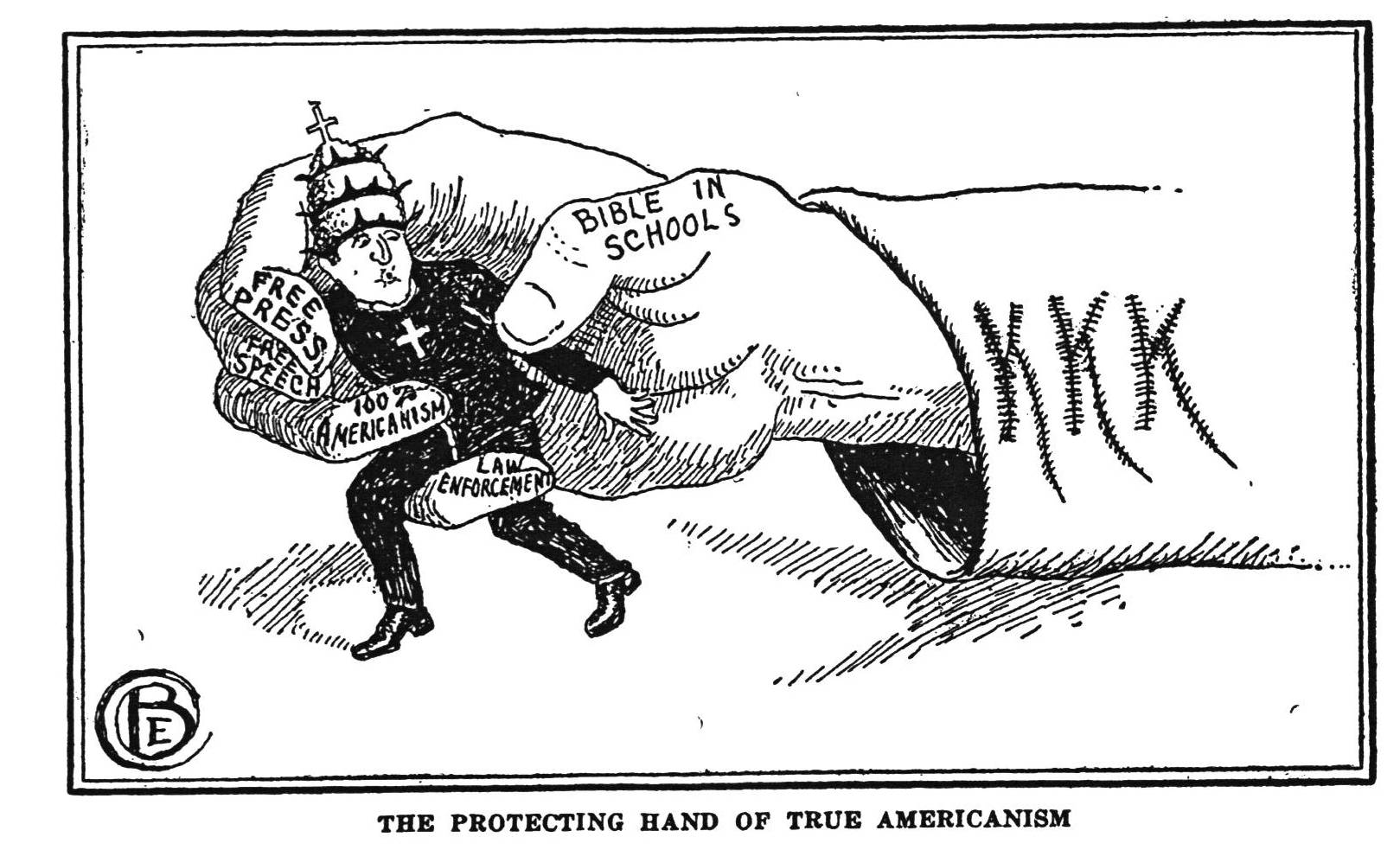
L'idée d'américanisme fut très utilisée par le Ku Klux Klan (KKK) au XXe siècle ; ici la « main protectrice » du KKK, évangéliste, écrase le pape.

À la suite de la Première Guerre mondiale, le patronat, qui mit en œuvre un « plan américain » pour revenir sur les récentes avancées du mouvement ouvrier, comme les xénophobes, qui doutaient de la loyauté des immigrés, défendaient « un américanisme à 100 % ».
Si, comme l’a écrit Hofstadter, le destin des États-Unis était « de ne pas avoir des idéologies, mais d’en être une », l’américanisme américain fut toujours en débat et susceptible d’être l’enjeu de luttes. L’américanisme n’a jamais été l’exclusive propriété des conservateurs, xénophobes, anti-syndicalistes ou expansionnistes, car il fut aussi employé par les progressistes et même par des radicaux.

### En France

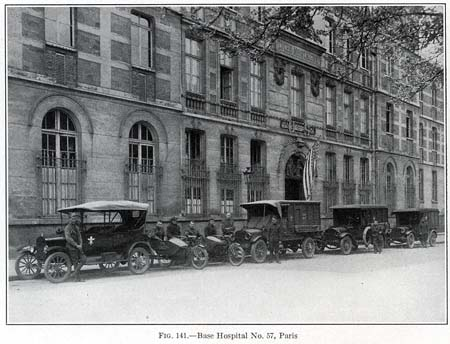
L'hôpital de la base américaine no 57, à Paris (1918-1919).

Pour tenter de comprendre l'américanisme politique en France, il faut remonter à l'une de ses sources : la Première Guerre mondiale. Depuis la fin du mois de juin 1917, date des premiers pas de l’armée américaine en France, les États-Unis connaissent un prestige croissant aux yeux des Européens. La démonstration de leur force militaire et industrielle peut véhiculer l’image d’une nation jeune, puissante, se révélant capable de concurrencer, voire de surpasser, le pouvoir économique et politique de la « vieille Europe ». On assiste alors, côté européen, à la construction d’un mythe américain, celui d’une « terre de modernité » qui agit à la fois de modèle et de repoussoir en particulier pour la société française qui se trouve alors profondément affectée par la guerre.
Le « modernisme » représenté par l’Amérique se double de l’idée d’un mode de vie hédoniste, trépident, industriel, qui correspond aux nouvelles « valeurs » mises de l’avant par les intellectuels et l’avant-garde au sortir de la Grande Guerre. En effet, la crise que connaît la civilisation française se traduit par une négation de l’ancien monde qui aurait mené aux horreurs des tranchées, et la quête de nouveautés qui anime les artistes témoigne d’une société en recherche d’elle-même.
Les États-Unis, victorieux et prospères, deviennent ainsi un modèle social et politique dès le tournant des années vingt. Modèle qui sera, selon les discours, adopté ou rejeté dans les décennies qui suivront, dans l’entreprise de redéfinition de la culture française.
La thèse du chercheur Richard Kuisel traite spécialement de l'américanisme social et politique dans la France de 1945 à 1970 ; il écrit :

« l'américanisation a constitué un dilemme pour les Français parce qu'elle posait des questions de fond concernant l'indépendance et l'identité de la France. Elle posait la question suivante : Comment les Français peuvent-ils atteindre les niveaux de prospérité que connaissaient les États-Unis, tout en gardant leur identité ? En particulier, comment peuvent-ils accepter l'aide économique et les conseils des Américains ; emprunter des pratiques économiques américaines ; consommer des produits américains ; imiter la politique sociale américaine ; s'habiller, lire, parler et, peut-être pire encore, manger comme les Américains, sans perdre leur originalité française ? Pour les Français de l'après-guerre, se lancer dans le consumérisme américain, c'était, semble-t-il, mettre en question l'idée que la nation avait d'elle-même ou son identité, autant que son indépendance vis-à-vis de l'hégémonie américaine. Pour reprendre les termes d'un journaliste : « Un bistro qui sert du coca au lieu de Beaujolais est-il encore français ? » »

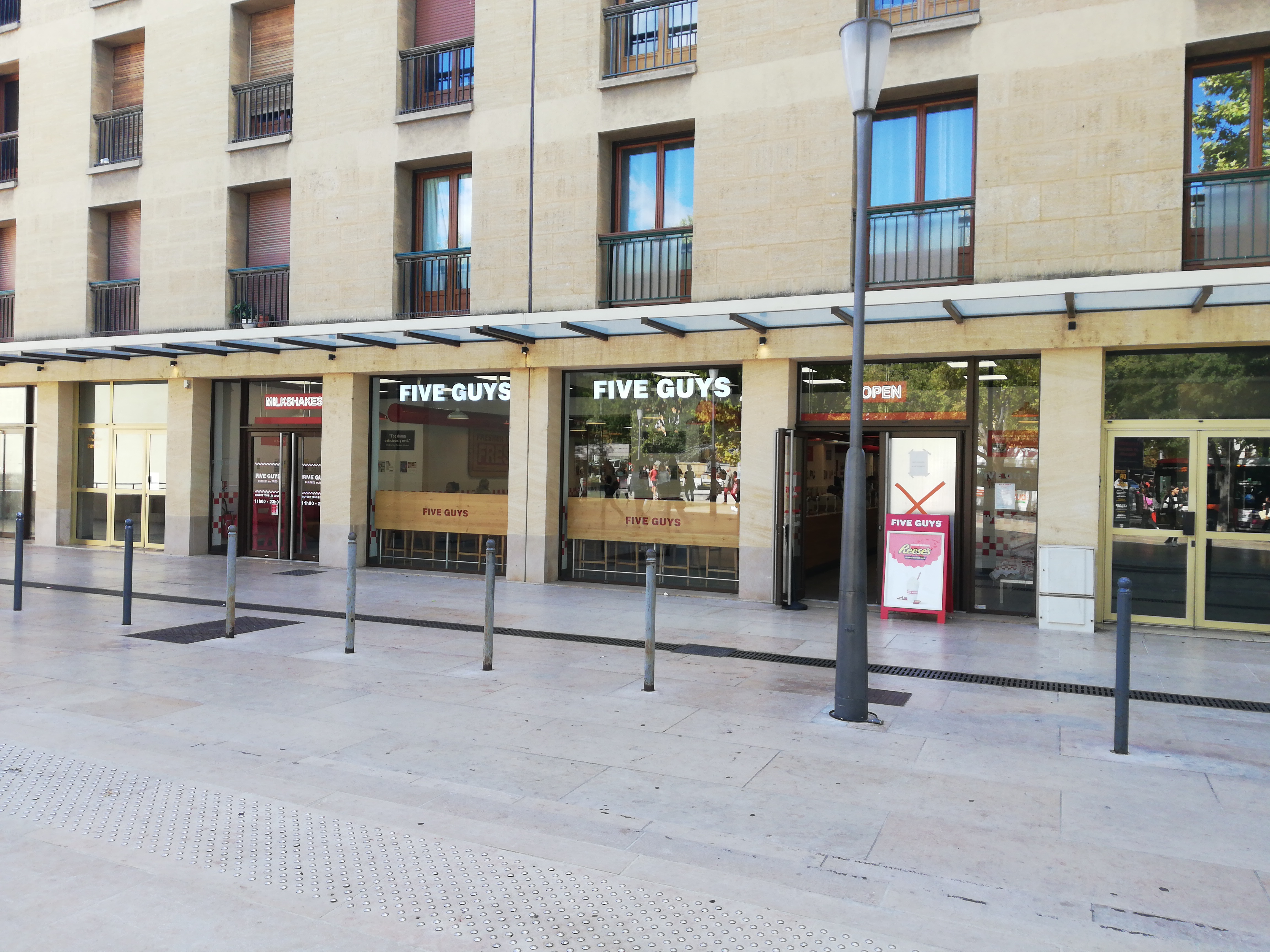
Le « Soft Power » américain réside aussi dans la capacité de son économie à projeter ses entreprises sur des marchés étrangers. Ici une chaîne américaine de restauration rapide Five Guys à Aix-en-Provence dans les Bouches-du-Rhône, 2022

En France, comme dans d'autres pays d'Europe de l'Ouest, l'américanisme politique est intimement lié à une politique économique expansionniste américaine. Comme par exemple au moment de l'introduction de la boisson Coca-Cola sur le marché français en 1949-1950.
Ainsi, le plan Marshall fut un levier majeur d'américanisation de la vision politique et industrielle française au sortir de la Seconde Guerre mondiale. Afin de mieux comprendre la portée du Plan Marshall, ouvrons ici une courte parenthèse sur son historique : contrairement à certains a priori populaires, le Plan Marshall n'a pas pour déclencheur les dégâts infligés par la guerre mondiale et un désir de réparation, mais tire son application politique de la guerre civile grecque qui, tout au long de la guerre et particulièrement après guerre, oppose communistes ex-résistants d'un côté et économico-libéraux et monarchistes de l'autre. Ces résistants communistes, qui ont tenu les maquis contre les forces du IIIe Reich quelques années plus tôt, se sentent légitimes pour former un gouvernement d'après-guerre en Grèce. Les prémices du plan Marshall (ou, en anglais, ERP "European Recovery Program") vient principalement soutenir l'armée grecque contre les forces communistes et non la reconstruction économique du pays. À une échelle européenne, le Plan Marshall, plus grand levier économique institutionnel de l'américanisme jamais produit à l'extérieur des frontières américaines, sert en partie à soutenir les opposants idéologiques des formations communistes et ex forces de résistance, partout en Europe de l'Ouest et en Méditerranée. Selon le président des États-Unis Harry S. Truman, il s'agit avant tout "d'endiguer le communisme" et sa politique est en partie influencée par le politologue américain George F. Kennan.

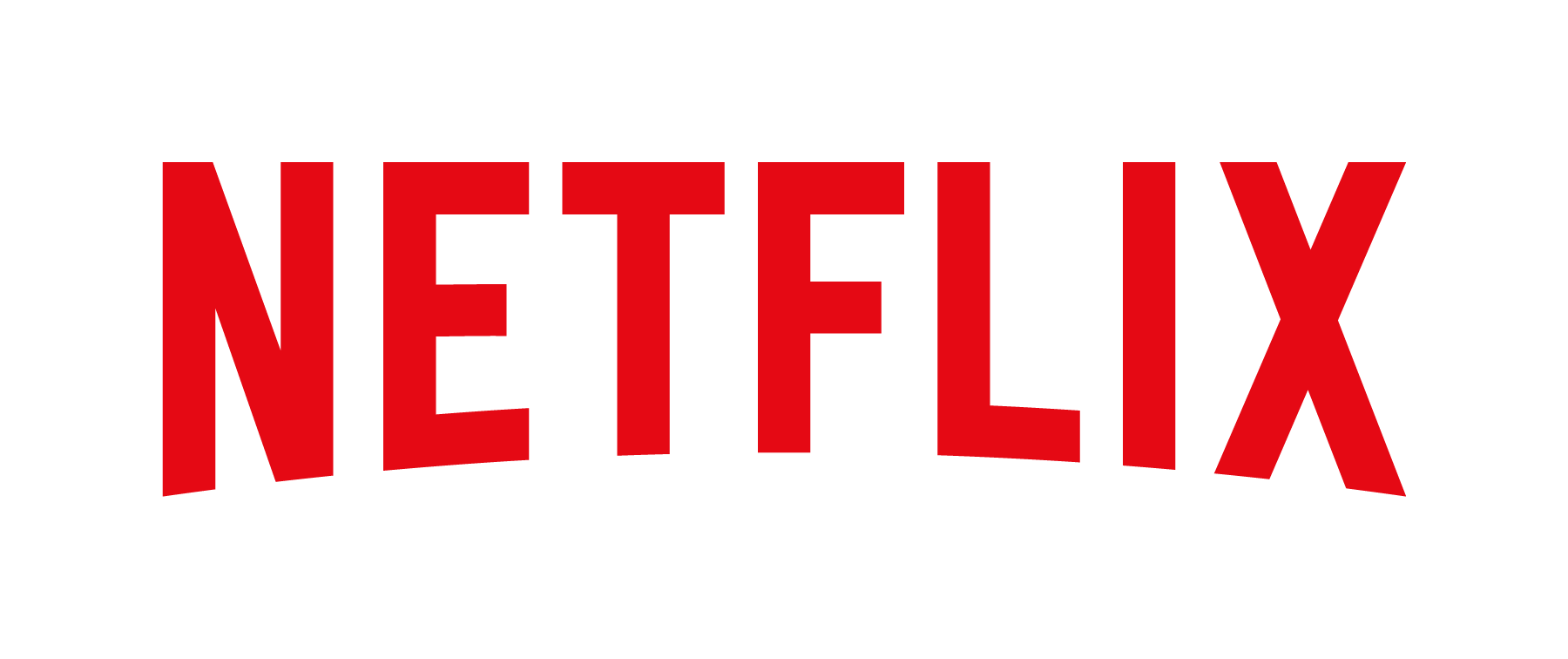
Le succès de ses séries fait du cinéma un outil international d'Américanisation ; notamment au travers de plateformes comme Youtube, Netflix ou Prime Video.

Au début des années 1950, l'incitation à la productivité industrielle sur le modèle américain est donc accrue par des visites de plusieurs milliers d'hommes d'affaires, de dirigeants syndicaux et d'hommes politiques français aux États-Unis, afin d'y copier les techniques et d'en importer les principaux produits manufacturiers.
Grâce à des sondages d'opinion effectués au début des années 1950, nous disposons de données concernant les sentiments populaires vis-à-vis de l'Amérique et de l'américanisation. Ces enquêtes montrent que, dans l'ensemble, les Français considéraient l'Amérique comme une force constructive en Europe. Cependant, la politique étrangère américaine en Europe était aussi fortement considérée comme une menace pour l'indépendance de la France. La présence militaire américaine était tolérée plutôt que désirée – deux personnes sur trois souhaitaient que l'influence de l'Amérique diminue.
Cette vague d'américanisme d'après-guerre fut néanmoins tempérée, voire contrée, en France par l'arrivée à la présidence de la République du général de Gaulle en janvier 1959, qui instaura peu à peu pendant une dizaine d'années des outils économiques et structurels en faveur d'une plus grande indépendance du pays.

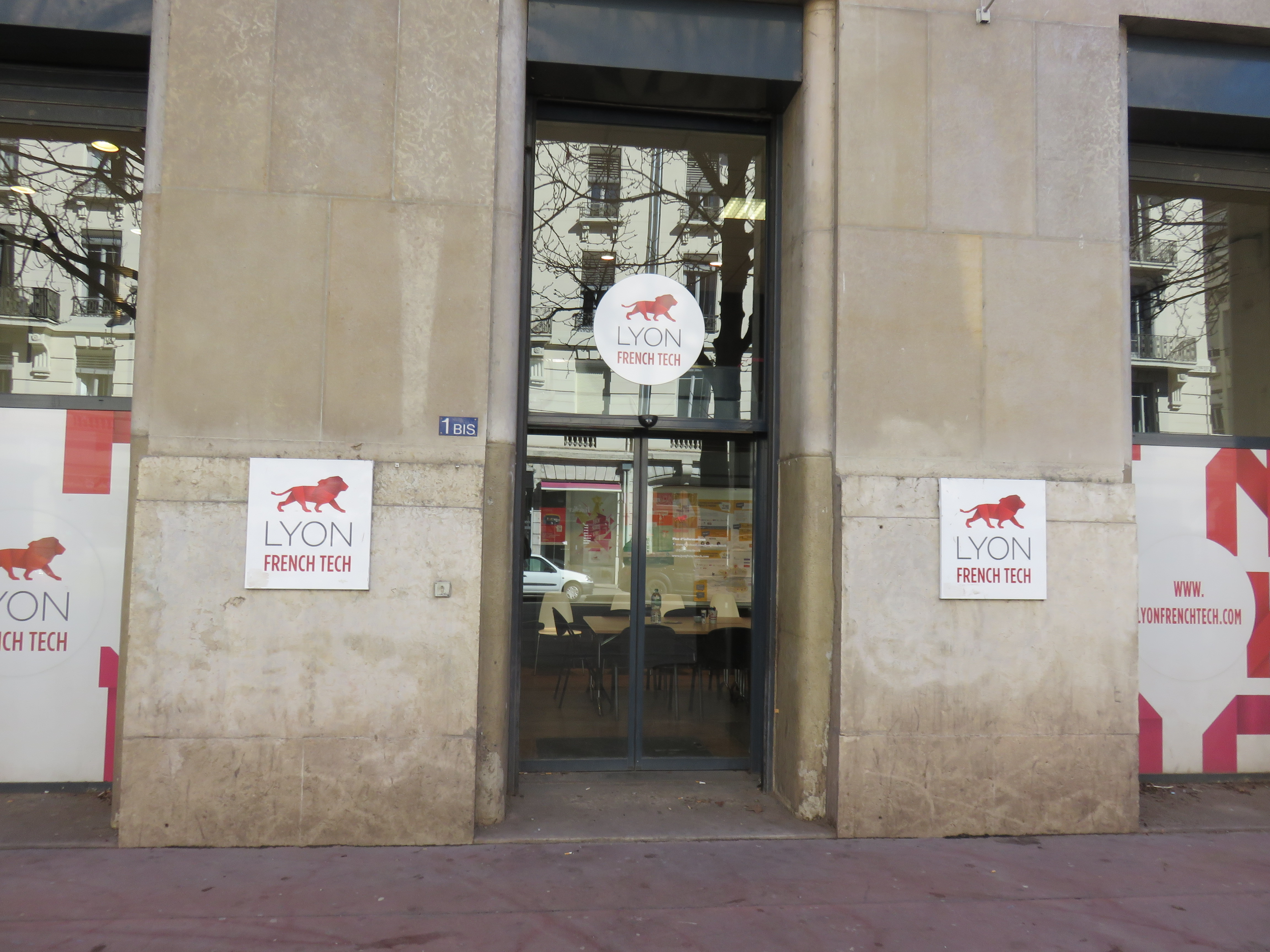
Les anglicismes sont souvent des indicateurs d'américanisme politique et économique.

Le secteur de la presse et des médias est lui aussi affecté par dʼimportantes évolutions auxquelles lʼinfluence américaine nʼest pas étrangère. Dès les années trente, certaines formules telles que le magazine photographique ou le magazine féminin, inventés aux États-Unis, avaient été reprises par la presse populaire hexagonale. L'après-guerre ne fait que confirmer le mouvement, avec la création et le succès de journaux tels que Paris Match en 1949, L'Observateur en 1950, L'Express en 1953, ou, dans le secteur culturel proprement dit, Jazz Magazine, fondé en 1954.
La mise en perspective des analyses historiques et sociologiques suggère que l'américanisme politique en France est historiquement renforcé ou influencé par chaque mission militaire menée par les forces armées américaines. Depuis l'après Seconde guerre mondiale, cette influence est reportée sur les secteurs économiques et financiers.

### En Allemagne
L'américanisme politique en Allemagne est intimement lié aux facteurs économiques nationaux.
Dès 1921, dans les principales universités allemandes, plusieurs cours sur l'américanisme ont été mis en place.
Idéologiquement, au XIXe siècle, une partie importante de la philosophie allemande reste en accord avec la politique extérieure expansionniste américaine, comme en témoignent les écrits d'Engels sur le sujet.
Il est important de noter que, sur le plan de la politique internationale, il fait alors écho à l’idée américaine de la Manifest Destiny, telle qu’elle ressort lors de la guerre contre le Mexique : grâce à la « valeur des volontaires américains », « la splendide Californie a été arrachée aux indolents Mexicains, qui ne savaient pas quoi en faire » ; mettant à profit les gigantesques conquêtes nouvelles, « les énergiques Yankees » donnent une nouvelle impulsion à la production et à la circulation de la richesse, au « commerce mondial », à la diffusion de la « civilisation ».

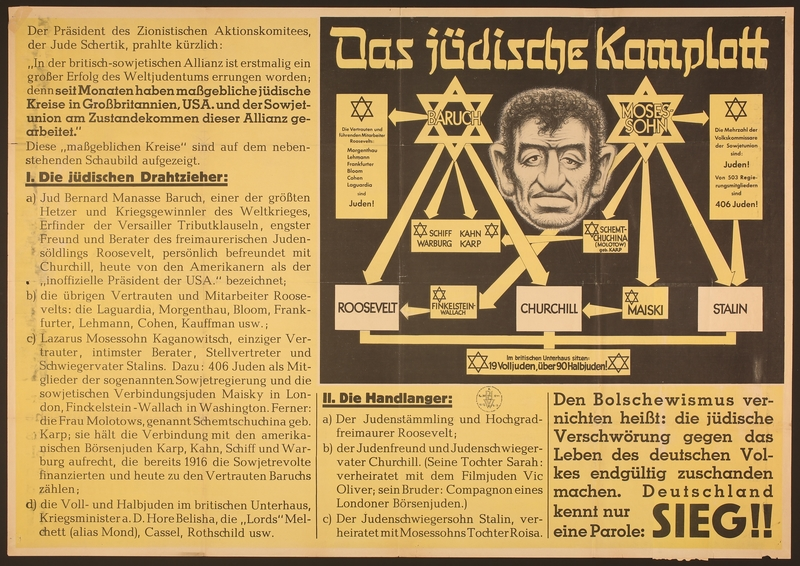
L'américanisme est, sous le IIIe Reich, associé à l'influence juive dans différents domaines de la société allemande.

À l'issue de la Seconde Guerre mondiale, l'Allemagne est le quatrième plus gros bénéficiaire du plan Marshall, avec presque 1,4 milliard de dollars, dont plus de 1,1 milliard de « dons ».
Plus tard, au cœur de la guerre froide, les relations germano-américaines des années 1980 constituent une priorité pour la diplomatie américaine de Ronald Reagan. S'ouvre alors une guerre des idées pour la "conquête des esprits" en Allemagne de l'Ouest.
Dans un climat d’insécurité marqué par la crise des euromissiles (1983), les Allemands de l’Ouest faisaient l’objet d’une surveillance particulière de la part des agents d’information américains, en partie afin de "contrer" l'influence russe (TASS) sur le territoire.
Un certain américanisme est ainsi visible dans la politique économique allemande depuis la chute du mur. L'ordolibéralisme germanique dépend en effet en grande partie de l'accès au marché américain. Avec une préférence historique pour les traités multilatéraux, stables et à long terme, l'élection de Donald Trump à la présidence américaine a quelque peu atténué les possibilités de vision à moyen-terme de l'Allemagne envers les États-Unis. Certains analystes allemands projettent même une scission des volets économiques et politiques de la politique américaniste allemande.
Néanmoins, un manifeste de 2017 publié dans l'hebdomadaire Die Zeit prévoit :

« La politique allemande requiert à présent quelque chose dont elle n'avait pas besoin auparavant: une stratégie américaine. Cette politique responsable envers les États-Unis doit se construire sur la durée, au-delà de l'ère Trump. »

En 2018, les États-Unis possèdent une ambassade et cinq consulats en Allemagne (Berlin, Düsseldorf, Francfort, Hambourg, Leipzig et Munich). Étant l'une des plus grosses ambassades américaines d'Europe, celle de Berlin a un impact tant symbolique que sur le terrain diplomatique.

### Aux Pays-Bas
Les maîtres mots de la politique étrangère hollandaise ont été, historiquement, ceux de commerce et de navigation, mais aussi de neutralisme et d'abstention, d'idéalisme international. Ce positionnement politique fut quelque peu abandonné après la Seconde Guerre mondiale: les « alliés » américains furent accueillis comme des libérateurs et sont demeurés depuis, aux yeux des gouvernements néerlandais, les piliers de la politique étrangère et de défense néerlandaise.
Dans le domaine de la coopération économique, l'intégration européenne fut considérée comme un moyen de favoriser les intérêts commerciaux, mais aussi comme un instrument politique pour préserver et renforcer l'unité européenne.
Néanmoins, la volonté néerlandaise de faire adhérer le Royaume-Uni à la Communauté s'expliquait presque exclusivement par des arguments économico-politiques, indépendamment de l'OTAN.
Militairement, l'américanisme néerlandais prend donc sa source dans la victoire « alliée » de la Seconde Guerre mondiale. Mais elle inclut également le soutien logistique des Pays-Bas aux missions américaines ou de l'OTAN bien au-delà de son propre territoire.
Pour comprendre les réactions suscitées par ces interventions militaires, qu’elles aient été menées à l’initiative de l’OTAN, des Nations unies ou des États-Unis, il faut les replacer dans le contexte de la question de la récente contribution des Pays-Bas à des opérations internationales de maintien de la paix qui renvoie, en particulier, à l’implication du pays dans le massacre de Srebrenica (Bosnie-Herzégovine), perpétré en juillet 1995. Alors en effet, les troupes serbes sous le commandement du général Mladić avaient déporté et tué 8 000 Musulmans (dits également Bosniaques) sans que les Casques bleus néerlandais, censés protéger la ville, ne leur opposent de résistance.
Économiquement, il est à noter que le Groupe Bilderberg, un des plus influents groupement du patronat, de politiciens et de médias transatlantiques, fut fondé en 1954 dans la ville néerlandaise de Oosterbeek par le prince Bernhard des Pays-Bas et le milliardaire David Rockefeller. Le caractère secret et la non-publication des rapports de ces conventions laisse parfois place à des critiques sur la nature synarchique de ce groupement.
De plus, de nombreuses entreprises américaines exerçant sur le territoire de l'Union européenne possèdent un bureau aux Pays-Bas, notamment pour des raisons fiscales.

### En Grande-Bretagne
Les relations historiques qu'entretiennent la Grande-Bretagne et les États-Unis d'Amérique sont complexes et profondes. La population américaine ayant, dans son ensemble, adopté la langue anglaise depuis le XIXe siècle, les États-Unis n'en ont pas moins développé une politique d'influence politique et économique sur l'ancienne puissance coloniale dont ils ont été libérés par la guerre d'indépendance.
Ce lien est appelé « la relation spéciale » (The Special Relationship, en anglais) par les politiciens et experts des relations anglo-américaines des deux côtés de l'Atlantique. Elle fut tissée notamment par le premier ministre britannique Winston Churchill et le 33e président des États-Unis Harry S. Truman.
Contrairement à ce que laisse parfois entendre la mythologie qui entoure cette relation spéciale, celle-ci n’avait en 1945 aucun caractère évident ni immédiat. Certes, une collaboration très étroite entre les administrations civiles et militaires des deux pays s’était mise en place une fois que les États-Unis étaient entrés en guerre après l’attaque de Pearl Harbor (décembre 1941). Elle avait abouti à l’établissement d’un état-major conjoint (Combined Chiefs of Staff en anglais) destiné à la préparation des opérations militaires successives et qui permit la participation des scientifiques britanniques à l’élaboration de la première arme atomique, au sein du projet Manhattan. Mais au lendemain de la guerre, les priorités des deux gouvernements divergeaient quelque peu. Le gouvernement américain de Truman, et surtout le Congrès américain, entendait ramener les troupes au pays au plus vite afin de retrouver une complète indépendance d’action. De leur côté, les nouveaux dirigeants travaillistes à Londres n’étaient pas convaincus au départ de la nécessité de garder des liens étroits avec les États-Unis une fois ce conflit mondial terminé.
En effet, les Anglais nourrissaient encore l’espoir de pouvoir garder des relations cordiales avec l’Union soviétique de Staline, et la fin brutale du Prêt-Bail le 17 août 1945 semblait montrer que les Américains n’étaient pas des alliés fiables. En effet, dès l’annonce radiodiffusée de la capitulation japonaise, le président Truman suspendait immédiatement l’aide financière et militaire américaine, aide qui dans le cadre de la loi Prêt-Bail de mars 1941 avait, seule, permis d’éviter l’effondrement économique du Royaume-Uni face aux coups des puissances de l'Axe. Toutes les illusions entretenues des deux côtés de l’Atlantique (aussi bien chez les conservateurs et les travaillistes britanniques que chez les démocrates ou les républicains américains) sur une possible reconversion en douceur et coordonnée avec les États-Unis de l’économie de guerre anglaise furent balayées de manière aussi brutale qu’inattendue.

#### Âge d’or de la «relation spéciale» (1947-1962)
Le contexte international dans lequel s’inscrivaient les liens anglo-américains se modifia perceptiblement au cours de l’année 1946, lorsque les relations de l’Union soviétique avec l'ensemble de l'Europe de l'Ouest et les États-Unis se détériorèrent peu à peu. Le début de la guerre froide est traditionnellement attribué à l’année 1947, au cours de laquelle le président Truman et ses principaux conseillers élaborèrent la doctrine d'« endiguement » des partis et pays communistes partout dans le monde. Il fut alors décidé que le plan Marshall soit étendu de la Grèce vers ce qui allait être toute l’Europe de l’Ouest.
La guerre froide provoqua un net rapprochement entre Washington et Londres, fondé sur une vision commune du « danger communiste » et de la nécessité de renforcer leur projet de défense de l’Europe occidentale.
C’est à travers cette vision que doit se comprendre la signature du traité de Bruxelles entre le Royaume-Uni, la France, l’Italie et les pays du Benelux en 1948, qui prévoyait une telle coopération.
La crise de Berlin de 1948 a permis le retour d’une collaboration militaire active sur le terrain. Les avions britanniques prirent une part importante au pont aérien qui permit de ravitailler l’ancienne capitale du Reich entourée par les troupes soviétiques. À cette occasion, 90 Super-forteresses B29 américaines furent stationnées sur le sol anglais. Elles précédaient la signature d’une série d’accords de défense, appelés Burns-Templer, signés entre les États-Unis et le Royaume-Uni, qui prévoyaient notamment l’échange d’informations et de renseignements militaires entre les deux pays. C'est le commencement de la centralisation des données de renseignement des 5 pays anglophones nommés Five Eyes (les cinq yeux).
La guerre de Corée, entre 1950 et 1953, donna un nouvel élan à cette collaboration. Londres, tout en prêchant une certaine modération auprès des Américains, notamment rétrospectivement concernant le bombardement de Corée du Nord, participa au conflit en envoyant un contingent de la Royal Navy sur place. L’État-major commun de la Seconde Guerre mondiale (Combined Chiefs of Staff Committee) fut réactivé, tandis que les Britanniques se lançaient dans un vaste programme de réarmement conventionnel, malgré les difficultés économiques qu’ils traversaient. Programme qui fut partiellement financé par les États-Unis : 4,7 milliards de livres anglaises furent dépensés au total en trois ans par les Américains.
En soutenant l’effort américain en Asie malgré des désaccords sur la politique à conduire dans la région, les gouvernements de Clement Attlee (1945-1951) puis Churchill (1951-1955) entendaient surtout obtenir un appui réciproque des États-Unis en Europe. En 1950, Londres avait refusé, malgré les pressions américaines, de participer au projet franco-allemand de Communauté européenne de défense (CED), qui aurait abouti à la création d’une armée supranationale d'Europe de l'Ouest et permis de régler le délicat problème du réarmement allemand (auquel la France était opposée si l'Allemagne se réarmait dans un cadre purement national, mais que souhaitaient vivement les Américains pour renforcer la sécurité du continent). Le projet de CED fut finalement repoussé par l’Assemblée nationale française en 1954, et le problème du réarmement allemand fut réglé la même année selon les souhaits d’Anthony Eden : la RFA retrouva sa complète souveraineté et devint membre de l’OTAN, tandis que les Européens de l’Ouest créaient l’Union de l'Europe occidentale (UEO) pour prendre la suite de l’Organisation du traité de Bruxelles. L’UEO avait vocation à s’occuper des questions de sécurité européenne, mais en pratique fut totalement vidée de substance par l’OTAN jusqu’à la fin des années 1980.
L'américanisme militaire britannique de la guerre froide trouva son paroxysme en 1957, lorsque les Soviétiques envoyèrent dans l’espace un premier satellite Spoutnik, qui prouvait qu’ils étaient capables d’envoyer des missiles intercontinentaux, et ce plusieurs années avant les États-Unis, et donc d’atteindre potentiellement le sol américain. Des capacités balistiques américaines furent alors installées au Royaume-Uni, notamment en Écosse et sur des sous-marins britanniques porteurs de la dissuasion nucléaire.

#### Le déclin de la «relation spéciale» (1962-1979)
Plusieurs facteurs expliquent un certain déclin relatif de la relation spéciale au cours des années 1960 et 1970, après l’apogée apparente de 1962. La principale raison, quoique progressive, fut le déclin politique et économique du Royaume-Uni qui apparut au grand jour dans les années 1960, particulièrement sous le gouvernement du premier ministre Harold Wilson (1964-1970). La perte progressive de l’Empire avait déjà entraîné une diminution de la présence britannique dans le monde, ce qui avait forcé les États-Unis à remplir des vides qu’auraient autrement exploités des partis communistes (en Asie, en Afrique et en Amérique du Sud). Ce retrait fut accéléré par les difficultés économiques grandissantes du Royaume-Uni, notamment le déficit chronique de sa balance des paiements, qui aboutirent à la dévaluation de la Livre Sterling de 1967. Alors qu’en 1951 le PNB du Royaume-Uni le classait au troisième rang mondial, il n’était plus que sixième vingt ans plus tard, dépassé par le Japon, la RFA et la France. En 1967, Wilson annonça la fermeture de toutes les bases militaires situées à l’Est de Suez, essentiellement en Asie et dans le golfe Persique, et la concentration des moyens britanniques sur la défense du continent européen. Cette décision ne pouvait que déplaire aux Américains, puisqu’elle les privait des moyens d’un proche allié.

#### Le renouveau de la relation spéciale? (1979-1990)
Margaret Thatcher et Ronald Reagan, arrivés respectivement au pouvoir en 1979 et 1981, partageaient une vision similaire du monde, fondée sur la nécessité de répondre avec force à la « menace soviétique », et les mêmes valeurs de libéralisme politique et économique. Ils étaient soucieux de ne pas laisser les pays occidentaux se faire distancer dans la course aux armements par l’URSS et ses alliés. Cette proximité idéologique, ajoutée à une bonne entente personnelle entre les deux leaders, aboutit donc à un renforcement de la relation spéciale, accentué par une certaine méfiance du Premier ministre britannique vis-à-vis des institutions de la Communauté européenne,.
Une des nombreuses manifestations de l’intensité de la relation spéciale à cette époque fut le soutien qu’apporta Margaret Thatcher au projet américain d’Initiative de défense stratégique (IDS), surnommé « guerre des étoiles », qui fut annoncé en 1983 par le gouvernement américain. L’idée était d’établir un bouclier anti-missiles balistiques dans l’espace, et des recherches furent entamées dans cette direction. Les Européens continentaux de l'Ouest (France, Allemagne, Italie, Belgique, Espagne, Suisse…) avaient des doutes sur cette idée et sur la remise en cause de la dissuasion nucléaire classique qu’un tel projet, s’il voyait jamais le jour (ce qui ne fut pas le cas), pourrait entraîner.
En 1982, l'Angleterre reçut un soutien logistique et en matière de renseignement de la part de Washington lors de la guerre des Malouines, qui se déroulait à des milliers de kilomètres des Îles britanniques, près des côtes de l'Amérique du Sud. Ce soutien fut donc précieux, même s’il fut à l’époque discret. À la fin de la décennie, le gouvernement Thatcher (puis John Major) devait à son tour appuyer la grande opération militaire américaine contre l’Irak dans la guerre du Golfe, en envoyant 45 000 soldats combattre sous commandement opérationnel des États-Unis.

### Au Danemark
En ce qui concerne la politique étrangère du Royaume du Danemark, le pays possède une certaine prédisposition à l'américanisme, c'est-à-dire une propension à agir en harmonie avec la politique américaine. Après le 11 septembre 2001, la politique étrangère et de sécurité intérieure danoise serait même devenue « super atlantiste ». Cet atlantisme s'oppose au « continentalisme » européen, défini comme la tendance à suivre les politiques des grandes puissances continentales européennes : la France, l'Allemagne et la Russie.

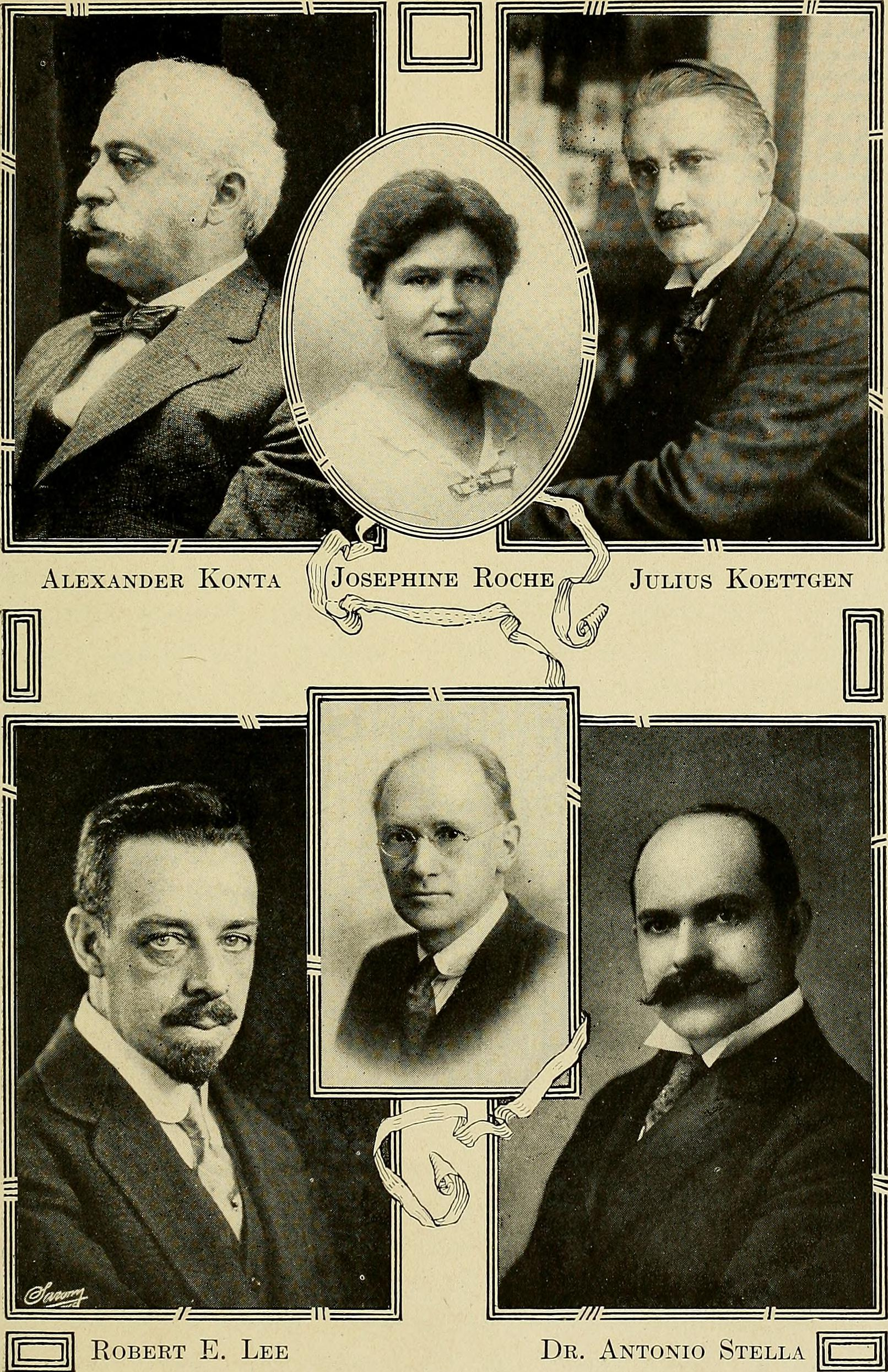
Ailleurs en Scandinavie, des américains d'origine scandinave ou européenne sont utilisés pour former des groupes américanistes dans ces pays. Robert E. Lee, Dr Antonio Stella, Edwin Bjorkman, travaillèrent parmi les américains nés à l'étranger pour construire la Ligue du service patriotique John Ericsson, années 1920.

Militairement, cet américanisme politique s'exprime par un soutien logistique et humain aux opérations militaires contre l'Irak durant le printemps 2003. En Europe, seuls la Grande-Bretagne, la Pologne et le Danemark firent ce choix immédiatement. Simultanément à la guerre en Irak, vint l'« Initiative pour un grand Moyen-Orient », destinée à combattre le terrorisme à sa racine en « propageant la démocratie » dans cette région. Ces actions ont été effectuées en coopération directe avec les États-Unis et ont été conçues en dehors du cadre de l'Union européenne ou de l'Organisation du traité de l'Atlantique nord (OTAN).

### Au Japon
Il faut chercher les racines de l'américanisme contemporain au Japon dans la défaite d'août 1945, à la suite des bombardements atomiques américains de Hiroshima et Nagazaki. C'est ici, dès la défaite de l'axe, un américanisme forcé et pensé par l'occupant américain, de 1945 à 1952 (date du retrait officiel des troupes américaines du pays). Ces années de « reconstruction » du pays se déroulent sous la tutelle du général américain Douglas MacArthur. Ce chef de guerre expérimenté de 65 ans en 1945 va jouer le rôle de chef d'état au Japon. Côté japonais, le bushido fut un des éléments culturels et politiques majeurs qui permit le maintien d'un lien étroit entre envahisseur américain et empire japonais vaincu.
Ainsi cette condition de peuple colonisé et administré par des étrangers, condition d'abord subie, fut par la suite de plus en plus intégrée à la vie quotidienne des japonais. À tel point que le député français Paul Bastid, en visite au Japon en 1949, s’étonne de cette attitude : « Les Japonais sont des occupés modèles, c’est-à-dire qu’ils ne protestent pas, ils font même l’éloge de leur vainqueur […]. Ils se répandent en panégyriques sur la générosité des Alliés. […] Même les éléments communistes, qui sont évidemment hostiles aux Américains, ne se manifestent pas au Japon. »
Plusieurs faits peuvent expliquer cette relative volonté d'intégration de l'élément politique et culturel américain dans la plupart des villes japonaises:
- Géopolitiquement, MacArthur résistera à la volonté de Staline d'occuper l'Île japonaise d'Hokkaido, à la suite des accords de Yalta.
- Socialement, l'arrivée de garnisons entières de militaires américains n'allant pas sans criminalité durant les premières semaines d'occupation (viols, pillages) l'administration japonaise autorise rapidement l'installation de maisons closes pour endiguer les activités illicites en dehors des quartiers spécifiques servant aux distractions des militaires.
- Économiquement parlant, le japon est aux abois avec 80% de son industrie détruite, une agriculture réduite à néant faute de bras, 2,5 millions d’habitants perdus pendants la guerre et 6 millions d'hommes éparpillés parmi les ex-troupes impériales sur des milliers d'îles du Pacifique qui ne reviendront que petit à petit, parfois des années plus tard. MacArthur saisi l'opportunité de communiquer sa bonne volonté dans les médias et auprès de la population : il fait transporter et distribuer gratuitement des stocks américains de nourriture entreposés aux Philippines pour les GIs (hamburgers déshydratés, beurre de cacahuète, etc.) afin de nourrir quelques milliers de personnes pendant plusieurs semaines.

Ainsi, cet américanisme forcené semble participer du « miracle » économique japonais entre 1950 et 1980 : alors qu'en 1945 le revenu médian par habitant (par an) n'est que de 20 dollars, il est de 300 dollars en 1956 et de 1 000 dollars en 1967.
On estime malgré tout que plus de 1 million de japonais sont morts de sous-alimentation pendant la période d'occupation américaine (1945-1949).
Selon le journaliste et homme politique Jean-Jacques Servan-Schreiber, le Japon aurait importé un nombre considérable de technologies et de méthodes entrepreneuriales des États-Unis entre les années 1960-1980, ce qui permit au pays de faire face – macro-économiquement parlant – aux crises boursières et contextuelles répétées de la seconde moitié du XXe siècle, tout en renforçant son tissu industriel, portuaire et boursier, la plupart du temps au prix de sacrifices faits par les employés du secteur privé (réductions salariales, augmentations du temps de travail, licenciements...).
À partir des années 1950, un « American way of life » (style de vie américain) fait son apparition dans le pays (Coca-Cola, MacDonalds, consommation de chewing gums, Walt Disney, industrie hollywoodienne, etc.) alliant image de modernité technique, d'abondance alimentaire et de renouveau économique.
Ainsi, l'américanisme japonais de l'après seconde guerre mondiale conduit-il aussi à des changements majeurs d'urbanisme et d'organisation de l'espace public : à partir du milieu des années 1960, les immeubles en ossature acier (d'inspiration américaine) remplacent et détrônent en nombre les immeubles en béton armé (d'inspiration allemande) de la génération précédente (1940-1960). Des quartiers d'affaires, nouveaux centres de la cité (ou « city »), apparaissent sur le modèle des métropoles américaines.
Depuis la seconde guerre mondiale, et plus particulièrement depuis la seconde guerre sino-japonaise, les États-Unis ont trouvé au Japon un allié « naturel » contre la puissance militaire et économique chinoise (« communiste »).
Depuis la fin du XXe siècle, le Japon a plutôt renforcé ses liens commerciaux et militaires avec les États-Unis, sans toutefois adopter un américanisme « inconscient » ou sous-jacent dans toute la société, comme on pourrait l'observer dans certains pays d'Europe ou anglo-saxons (Grande-Bretagne, Allemagne, France, Pays-Bas, Belgique, Suisse) à différents niveaux décisionnels.
Aujourd'hui encore (années 2020) l'Île d'Okinawa – au sud de l'archipel japonais – est criblée de bases militaires américaines, dû à la position stratégique de l'île : plusieurs accès portuaires et aéroportés sur le Pacifique, mais faisant également face à la mer de Chine orientale et située à environ 500km linéaires des côtes taïwanaises.

## Pages externes
- Pascal Boniface: les Etats-Unis, un danger stratégique pour la planète, entrevue de Pascal Boniface par le journal Médiapart (2019)
- De Trump à Biden : quel leadership américain ? - Le Dessous des cartes, Arte (2021)
- Woke, Cancel Culture, Gender studies… Assiste-t-on à une américanisation des idées ?, France Culture (2021)